# Condado de Kościan
Nota linguística: Não confundir hrabstwo (condado) com powiat (divisão administrativa)..
Kościan (polaco: powiat kościański) é um powiat (condado) da Polónia, na voivodia de Grande Polónia. A sede é a cidade de Kościan. Estende-se por uma área de 722,53 km², com 77 675 habitantes, segundo os censos de 2005, com uma densidade 107,5 hab/km².

## Divisões admistrativas
O condado possui:
Comunas urbanas: Kościan
Comunas urbana-rurais: Czempiń, Krzywiń, Śmigiel
Comunas rurais: Kościan
Cidades: Kościan, Czempiń, Krzywiń, Śmigiel

## Demografia
População (dados de 30 de Junho de 2005):
|          | Total   | Total | Mulheres | Mulheres | Homens  | Homens |
| -------- | ------- | ----- | -------- | -------- | ------- | ------ |
|          | pessoas | %     | pessoas  | %        | pessoas | %      |
| Total    | 77 675  | 100   | 39 772   | 51,2     | 37 903  | 48,8   |
| Cidades  | 36 139  | 100   | 18 840   | 52,1     | 17 299  | 47,9   |
| Povoados | 41 536  | 100   | 20 932   | 50,4     | 20 604  | 49,6   |